# Volo KLM 823
Il volo KLM 823 è stato un incidente aereo nel 1961 che coinvolse un Lockheed L-188 Electra schiantatosi durante l'avvicinamento all'Aeroporto Internazionale del Cairo in Egitto dopo un volo da Roma in Italia. L'incidente uccise 20 passeggeri su 36 e l'equipaggio del volo 823.

## L'aereo
L'aereo dell'incidente era un aereo di linea a turboelica Lockheed L-188 Electra di fabbricazione americana, con codice di registrazione PH-LLM e costruito nel 1960.

## L'incidente
Il volo KLM 823 decollò da Amsterdam l'11 giugno su un volo per Kuala Lumpur con scali a Monaco, Roma, Il Cairo e Karachi. Ventinove passeggeri e sette membri dell'equipaggio erano a bordo dell'aereo nella terza tratta prevista sul piano di volo, tra Roma e Il Cairo. Alle 04:11 ora locale l'aereo si stava avvicinando alla pista 34 dell'aeroporto internazionale del Cairo, ma colpì un'altura a circa 4 km (2,5 miglia) a sud dell'aeroporto. L'aereo si ruppe nell'impatto, ed entrambe le sezioni presero fuoco. Persero la vita diciassette passeggeri e tre membri dell'equipaggio.

## Causa
La causa dell'incidente del volo KLM 823 è stata determinata come un errore del pilota, attribuita al pilota in comando che non stava prestando sufficiente attenzione ai suoi strumenti.